# Helen Torsgården
Helen Cecilia Torsgården, född 7 september 1988 i Stora Kopparbergs församling i Falun, är en svensk youtubare, egenföretagare och utbildad makeupartist.
Torsgården bloggade om skönhetstips på Veckorevyn mellan 2011 och 2016. Hon startade en youtubekanal 2013, som då mest fokuserade på skönhet, men med åren bytte kanalen namn och inriktning och har kommit att handla allt mer om Familjen Torsgården och 2016 nominerades hon i kategorin Årets Style på Guldtuben.
År 2019 hade hon över 403 000 prenumeranter och 119 miljoner visningar och Statens medieråd kallades henne landets mest sedda youtubare, efter Therese Lindgren, bland tjejer upp till 18 år.
Torsgården har återkommande listats som en av landets mäktigaste på sociala medier av Medieakademin. 2022 listades hon på sin högsta placering hittills, som den fjortonde största totalt och den tionde största youtubern.
Torsgården bor i Östra Ämtervik (Gunnerud) utanför Sunne och driver företaget Helen Torsgården AB. Hon har tre döttrar födda 2017, 2018 och 2021 med sambon Oskar Andersson.

## Priser och utmärkelser
| År   | Prisgivare    | Utnämning      | Resultat  |
| ---- | ------------- | -------------- | --------- |
| 2016 | Guldtuben     | Årets style    | Nominerad |
| 2017 | Medieakademin | Maktbarometern | Plats 19  |
| 2018 | Medieakademin | Maktbarometern | Plats 15  |
| 2019 | Medieakademin | Maktbarometern | Plats 15  |
| 2020 | Medieakademin | Maktbarometern | Plats 22  |
| 2021 | Medieakademin | Maktbarometern | Plats 17  |
| 2022 | Medieakademin | Maktbarometern | Plats 14  |
| 2023 | Medieakademin | Maktbarometern | Plats 15  |